# 姶良市立北山小学校
姶良市立北山小学校（あいらしりつきたやましょうがっこう）は鹿児島県姶良市北山にある市立小学校である。姶良市北部の山間地帯に広い校区を持つが児童は少なく、複式学級が導入されている。

## 沿革
姶良町立堂山小学校、姶良町立木津志小学校、姶良町立成美小学校の3校の児童減少に伴い、これらの学校を統合して1968年（昭和43年）4月1日に発足した。当初はまだ校舎がなく、3校をそのまま教場として分散授業を行っており、姶良町立北山中学校の向かいに新しい校舎を建築した。これが完成してから児童を収容している。校舎は鉄筋コンクリート1,080平方メートルおよび木造230平方メートルで総工費3438万9000円であった。
しかし向かいにあった北山中学校は1988年（昭和63年）に廃校となり、山田中学校へ統合された。

### 年表
- 1968年（昭和43年）4月1日 - 3校合併により姶良町立北山小学校発足。
- 1970年（昭和45年）2月 - 体育館完成。
- 1983年（昭和58年） - 3・4年を複式学級とし、全学年で5クラス編成となる。
- 1984年（昭和59年） - 5・6年を複式学級とし、全学年で4クラス編成となる。
- 1985年（昭和60年） - 複式学級3クラス編成となる。
- 2010年（平成22年）3月23日 - 合併により姶良市立となる。

## 姶良町立堂山小学校

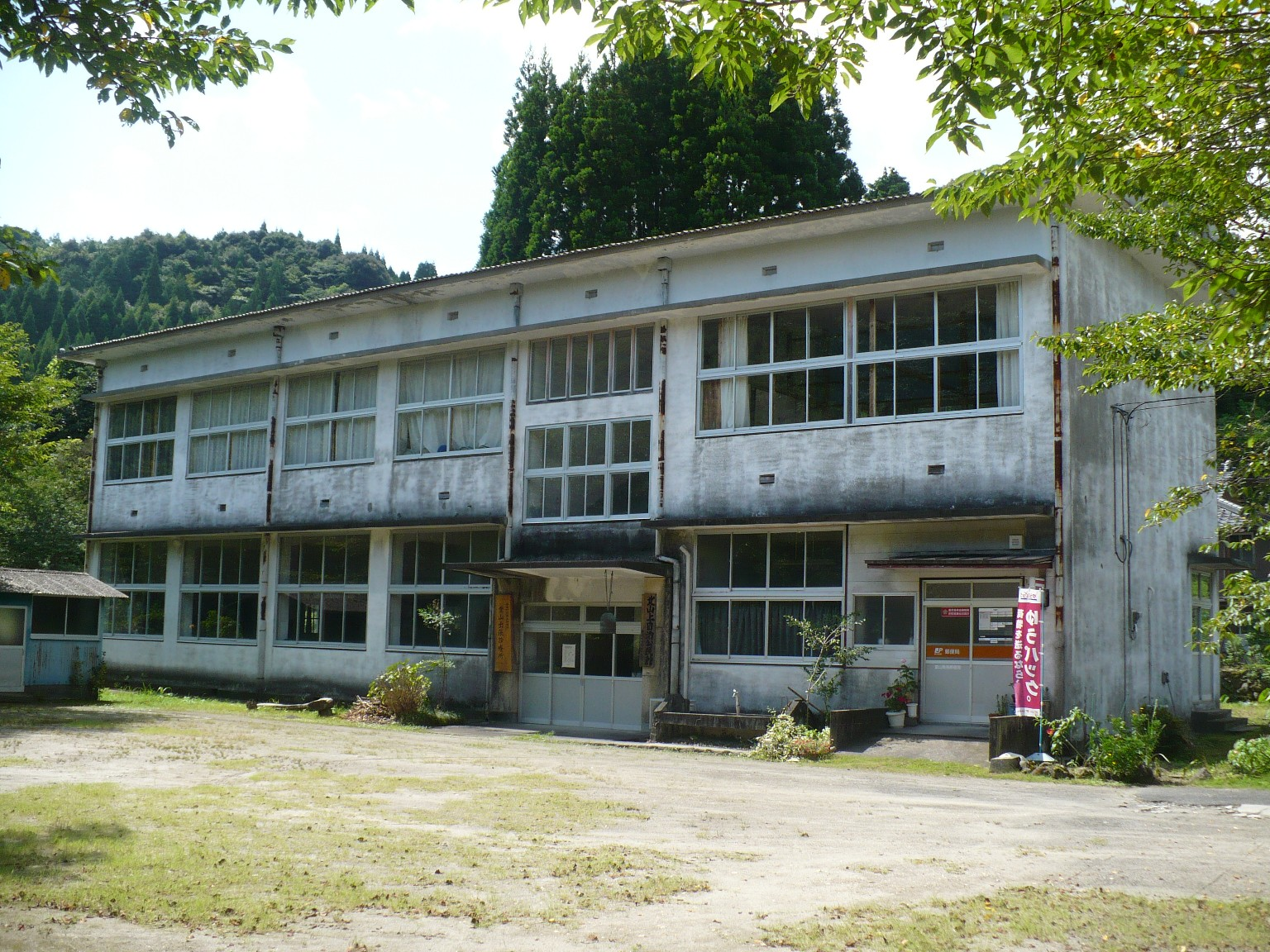
堂山小学校跡地、集会所および郵便局として使用されている

姶良町立堂山小学校（あいらちょうりつどうやましょうがっこう）は、現在の姶良市最北部にある堂山地区に所在していた。1898年（明治31年）9月に宮脇尋常小学校堂山分教場として発足し、1911年（明治44年）本校の改名により成美尋常高等小学校堂山分教場となった。さらに本校の改名により1941年（昭和16年）4月成美国民学校堂山分教場、1947年（昭和22年）4月山田村立成美小学校堂山分校となった。終戦後の人口急増により、1952年（昭和27年）に独立し、山田村立堂山小学校となった。しかしその後児童数が減少に転じ、1968年（昭和43年）4月に北山小学校へ統合された。

### 堂山小学校年表
- 1898年（明治31年）9月 - 宮脇尋常小学校堂山分教場として発足。
- 1911年（明治44年） - 成美尋常高等小学校堂山分教場に改称。
- 1941年（昭和16年）4月 - 成美国民学校堂山分教場に改称。
- 1947年（昭和22年）4月 - 山田村立成美小学校堂山分校に改称。
- 1952年（昭和27年） - 成美小学校から独立し、山田村立堂山小学校として発足。
- 1955年（昭和30年）1月1日 - 町村合併により姶良町立となる。
- 1958年（昭和33年） - 全学年で複式学級を脱し、単式学級となる。
- 1959年（昭和34年）4月 - 鉄筋ブロック2階建て455平方メートルの校舎増改築落成。
- 1960年（昭和35年） - 完全給食実施。
- 1968年（昭和43年）4月 - 北山小学校へ統合されて廃校。

## 姶良町立木津志小学校

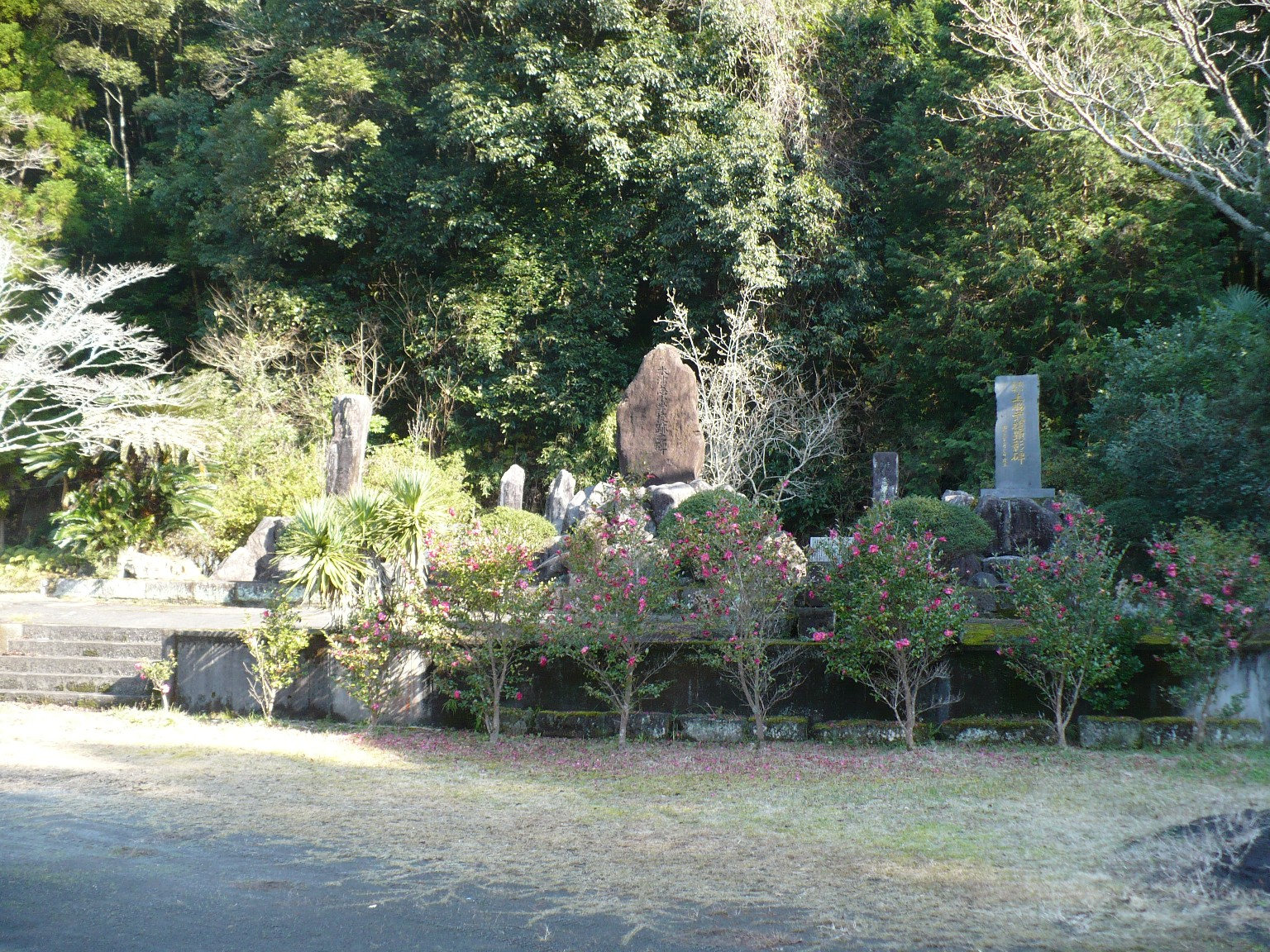
木津志小学校跡地、姶良市役所木津志出張所となっている

姶良町立木津志小学校（あいらちょうりつきづししょうがっこう）は、現在の姶良市木津志に所在していた。1878年（明治11年）4月に城野神社の脇に33平方メートルの校舎で城野小学校として発足したもので、1881年（明治14年）に堂崎に69.3平方メートルの校舎を建設して移転した。1887年（明治20年）4月城野簡易小学校となった。その後、宮脇小学校（成美小学校）との合併と独立を2回経て、1919年（大正8年）4月に木津志尋常小学校となった。この間、1901年（明治34年）3月に最終的な位置となる、現在の姶良市役所木津志出張所の位置に移転している。1939年（昭和14年）に高等科併設となり木津志尋常高等小学校となり、1941年（昭和16年）から木津志国民学校となった。戦争末期には種子島からの疎開児童を受け入れている。1947年（昭和22年）に山田村立木津志小学校となった。しかしその後児童の減少に伴い、1968年（昭和43年）4月に北山小学校へ統合された。

### 木津志小学校年表
- 1878年（明治11年）4月 - 城野小学校として発足。
- 1881年（明治14年） - 堂崎に移転。
- 1887年（明治20年）4月 - 城野簡易小学校に改名。
- 1889年（明治22年）4月 - 宮脇小学校と合併し、宮脇尋常小学校城野分校となる。
- 1901年（明治34年）
  - 3月 - 現在の姶良市役所木津志出張所の位置に移転。
  - 4月 - 宮脇尋常小学校から独立し、城野尋常小学校となる。
- 1908年（明治41年）9月 - 校庭拡張完成。
- 1911年（明治44年） - 宮脇尋常小学校と再合併し、宮脇尋常小学校城野分教場となる。さらに同年本校に高等科が設置され、成美尋常高等小学校城野分教場となる。
- 1919年（大正8年）4月 - 成美尋常高等小学校から独立し、木津志尋常小学校となる。
- 1921年（大正10年） - 校舎増築完成。
- 1923年（大正12年）4月 - 木津志農業補習学校を併設。
- 1939年（昭和14年） - 高等科を併設し、木津志尋常高等小学校となる。
- 1941年（昭和16年）4月 - 木津志国民学校に改称。
- 1947年（昭和22年）4月 - 山田村立木津志小学校に改称。
- 1955年（昭和30年）1月1日 - 町村合併により姶良町立となる。同時に柊野（くきの）集落が蒲生町に編入されたために蒲生小学校の校区となり、児童が減少した。
- 1968年（昭和43年）4月 - 北山小学校へ統合されて廃校。

## 姶良町立成美小学校

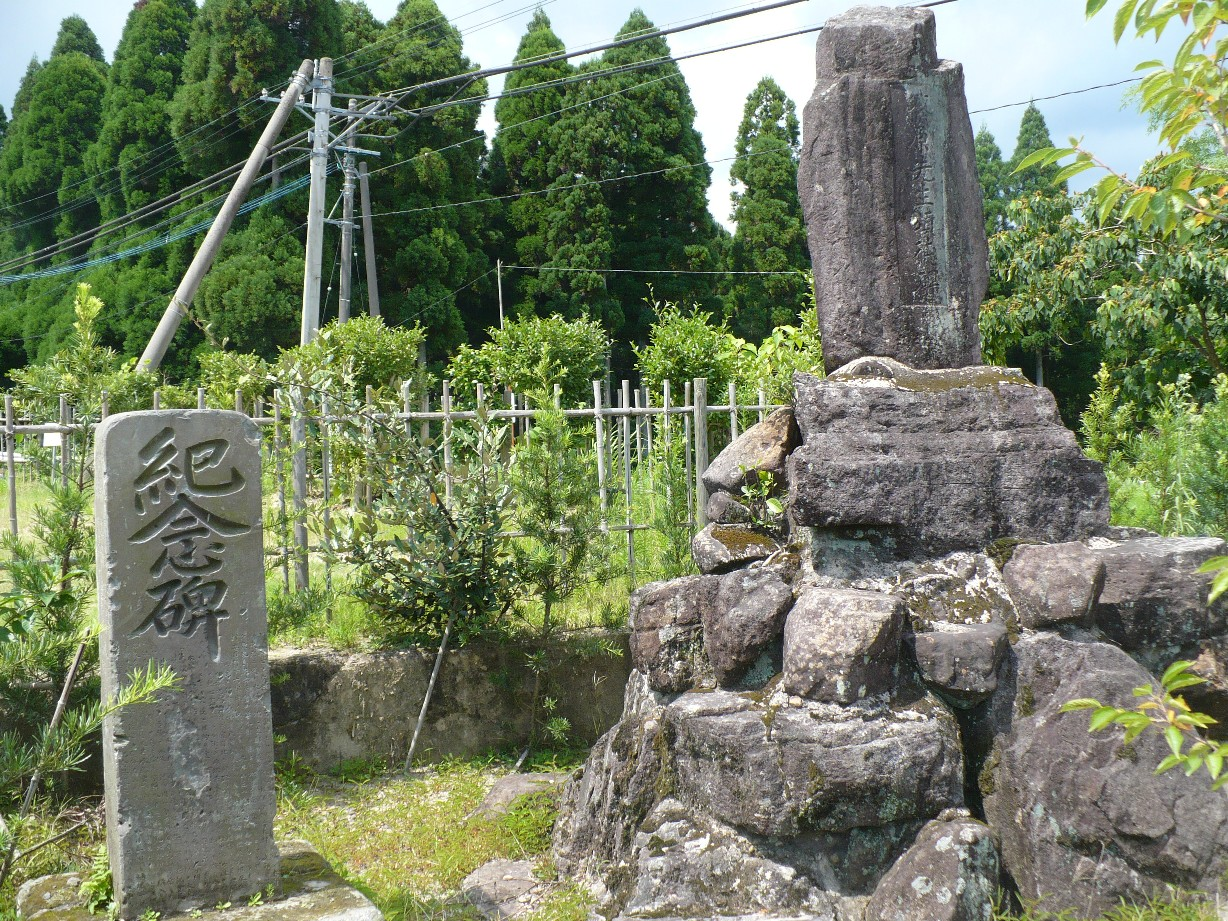
成美小学校跡の記念碑

姶良町立成美小学校（あいらちょうりつせいびしょうがっこう）は、現在の姶良市北山に所在していた。北山小学校の現在地よりは南側の、農協支所付近にあたる。1875年（明治8年）に山田小学校の分校として設置され、1876年（明治9年）に独立して宮脇小学校となった。1887年（明治20年）4月宮脇簡易小学校となり、1889年（明治22年）宮脇尋常小学校となった。堂山小学校を1952年（昭和27年）まで分教場としていた。また木津志小学校とも合併・独立を繰り返している。1911年（明治44年）に高等科を設置して成美尋常高等小学校となった。1941年（昭和16年）4月に成美国民学校となった。戦争末期には種子島からの疎開児童を受け入れている。1947年（昭和22年）に山田村立成美小学校となった。1968年（昭和43年）4月に北山小学校へ統合された。

### 成美小学校年表
- 1875年（明治8年） - 山田小学校の分校として発足。
- 1876年（明治9年） - 宮脇小学校として独立。
- 1887年（明治20年）4月 - 宮脇簡易小学校となる。
- 1889年（明治22年） - 宮脇尋常小学校となる。
- 1911年（明治44年） - 高等科を設置し、成美尋常高等小学校となる。
- 1918年（大正7年） - 隣接地に移転改築。
- 1941年（昭和16年）4月 - 成美国民学校となる。
- 1947年（昭和22年）4月 - 山田村立成美小学校となる。
- 1951年（昭和26年） - 講堂完成。
- 1955年（昭和30年）1月1日 - 町村合併により姶良町立となる。
- 1961年（昭和36年） - 完全給食開始。
- 1968年（昭和43年）4月 - 北山小学校へ統合されて廃校。